# 吉田町の唄 (曲)
「吉田町の唄」（よしだちょうのうた）とは、1992年4月15日にリリースされた吉田拓郎のシングルである。

## 解説
1991年に新潟県西蒲原郡吉田町の有志団体“若者共和国”から“吉田”のよしみで「町民の皆さんにとって心の糧になるような唄がほしい」との依頼で作られた曲である。2004年には吉田ふれあい広場に歌碑が建立された。後に「ミツカン酢'92」のCMソングにもなった。
カップリングは六文銭のファーストアルバム『キングサーモンのいる島』（1972年）に収録曲のカバー。

## 収録曲
- 全編曲：吉田拓郎

1. 吉田町の唄（5分54秒）
作詞・作曲：吉田拓郎
2. 夏・二人で（4分11秒）
作詞・作曲：及川恒平